# أساطير الغد (مسلسل)
أساطير الغد (بالإنجليزية: Legends of Tomorrow) هو مسلسل تلفزيوني خارق أمريكي. عرض على قناة CW في 21 يناير، 2016. وهو مبني على شخصيات القصص المصورة من دي سي كومكس. تم تطويره بواسطة جريج بيرلانتي وMarc Guggenheim وAndrew Kreisberg و Phil Klemmer ، وهم أيضًا منتجون تنفيذيون إلى جانب Sarah Schechter و Chris Fedak . وأساطير الغد هو عرض منفصل يضم شخصيات تم تقديمها في Arrow و The Flash مع شخصيات جديدة ، تم تعيينها في Arrowverse ، نفس الكون الخيالي. إنها السلسلة الرابعة في Arrowverse ، بعد Arrow و The Flash و Supergirl. تم تجديد أساطير الغد للموسم الخامس ، والذي تم عرضه لأول مرة في يناير 2020. في يناير 2020 ، جددت CW السلسلة للموسم السادس ، والتي من المقرر عرضها لأول مرة في منتصف عام 2021.

## البثّ والتصنيف
بث مسلسل أساطير الغد في الولايات المتحدة في 21 يناير، 2016، وتكون من ستة عشرة حلقة. في أستراليا أعلن عن عرض المسلسل في 20 يناير، 2016، ثم أجل بعدها حتى 22 يناير. في المملكة المتحدة عرض المسلسل في 1 مارس، 2016.

## وصلات خارجية
- الموقع الرسمي
- أساطير الغد على موقع IMDb (الإنجليزية)
- أساطير الغد على موقع ميتاكريتيك (الإنجليزية)
- أساطير الغد على موقع روتن توميتوز (الإنجليزية)
- أساطير الغد على موقع نتفليكس (الإنجليزية)
- أساطير الغد على موقع أول موفي (الإنجليزية)
- أساطير الغد على موقع فيلمافينيتي (الإسبانية)
- أساطير الغد على موقع كينوبويسك (الروسية)
- أساطير الغد على موقع ألو سيني (الفرنسية)
- أساطير الغد على موقع قاعدة بيانات الفيلم (الإنجليزية)